# Бірштадт (гора)

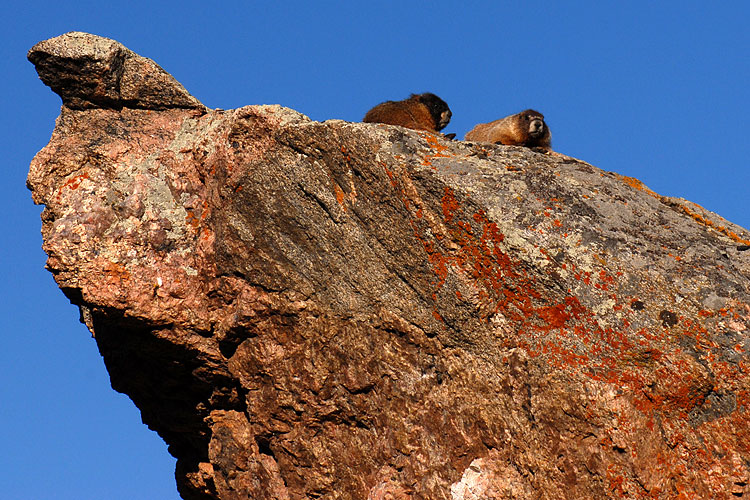

Бірштадт (англ. Mount Bierstadt) — гора в окрузі Клір-Крік, штат Колорадо, США.
Гора Бірштадт входить до складу Передового хребта, який є частиною Скелястих гір. Висота Бірштадту над рівнем моря становить 4287 м, відносна висота — 213 м. Свою назву гора отримала на честь американського художника Альберта Бірштадта, який першим підкорив її в 1863 р. в пошуках нових сюжетів для своїх пейзажів. Втім, на схилах гори виявлено кілька невеликих шахт, створених у середині XIX століття невідомими старателями.
У зв'язку зі своєю невеликою відносною висотою Бірштадт вважається легкою горою для сходження, а оскільки вона розташована недалеко (бл. 60 км по прямій) від столиці штату, Денвера, вона ніколи не відчуває нестачі в туристах. Як і більшість вершин Колорадо, найкращими місяцями для сходження на Бірштадт вважаються липень і серпень. Найкоротший і зручний шлях для сходження лежить через західний схил, примітний значною кількістю турів. Після підкорення Бірштадту багато туристів вирушають по напівкруглому зубчатому гребеню Сотут (Пилозуб, англ. The Sawtooth) на підкорення прилеглої вершини Еванс, обходячи долину з озером Ебісс, що лежить між цими горами.
В 1934 році Бірштадт було підкорено на лижах: вважається, що це було зроблено вперше таким чином.

## Ресурси Інтернету
- Вікісховище має мультимедійні дані за темою: Бірштадт (гора)
- Гора Бірштадт [Архівовано 5 вересня 2014 у Wayback Machine.] (англ.) на сайті peakbagger.com
- Гора Бірштадт (англ.) на сайті peakery.com
- Mount Bierstadt on 14ers.com [Архівовано 15 грудня 2014 у Wayback Machine.]
- Mount Bierstadt on Distantpeak.com [Архівовано 21 листопада 2008 у Wayback Machine.]
- Mount Bierstadt on TrailCentral.com
- GPS Tracks from Guanella Pass on SelectHikes.com [Архівовано 15 грудня 2014 у Wayback Machine.]
- Mount Bierstadt Trail (#711) on Forest Service website [Архівовано 24 вересня 2015 у Wayback Machine.]
- A Storm in the Rocky Mountains by Albert Bierstadt [Архівовано 8 серпня 2014 у Wayback Machine.]